# Campeonato Nacional da 1.ª Divisão de Andebol 1955–56
O Campeonato Português de Andebol Masculino (Seniores) de 1955/56 foi a 4ª edicão, competição organizada pela Federação de Andebol de Portugal. O campeonato nacional disputou-se durante o mês de Agosto e contou com quatro concorrentes, os dois primeiros classificados do regional do Porto, Salgueiros e Vigorosa e os dois primeiros do regional de Lisboa, Sporting e SL Benfica. O Sporting CP conquistou o seu 2º Título.

## Campeonato Nacional
| Pos | Equipa      | J | V | E | D | GM | GS | Diff | Pts |
| --- | ----------- | - | - | - | - | -- | -- | ---- | --- |
| 1   | Sporting CP | 6 | 5 | 0 | 1 | 74 | 33 | +41  | 10  |
| 2   | Salgueiros  | 6 | 4 | 1 | 1 | 62 | 43 | +19  | 9   |
| 3   | Vigorosa    | 6 | 1 | 1 | 4 | 48 | 78 | -30  | 3   |
| 4   | SL Benfica  | 6 | 0 | 2 | 4 | 43 | 73 | -30  | 2   |